# Mate. Feed. Kill. Repeat.
Mate. Feed. Kill. Repeat. is een demo van de Amerikaanse nu-metalband Slipknot, uitgebracht in 1996 (eigen beheer). De demo is heruitgebracht op 13 juli 1997. Het was een beperkte oplage: er zijn er maar ongeveer 1000 van gemaakt en het is nu een gekoesterd verzamelstuk. Sommige edities werden voor meer dan 1600 dollar verkocht op eBay.
De band zag dit eerst als hun eerste album, maar ziet Mate. Feed. Kill. Repeat. nu als een demo en hebben de meeste nummers verder ontwikkeld en uitgebracht op latere albums. Het is opgenomen in Des Moines, Iowa, in 4 maanden. De muziek bevat veel invloeden zoals funk, jazz, en disco die in later materiaal niet aanwezig zijn. Veel van de teksten en de titel van het album komen uit het spel Werewolf: The Apocalypse.

## Track listing
Alle muziek en teksten zijn geschreven door Slipknot. 
| 1.                 | Slipknot | 6:55  |
| 2.                 | Gently | 5:16  |
| 3.                 | Do Nothing/Bitchslap                                                                                               | 4:20  |
| 4.                 | Only One | 2:33  |
| 5.                 | Tattered & Torn | 2:35  |
| 6.                 | Confessions | 5:05  |
| 7.                 | Some Feel | 3:36  |
| 8.                 | Killers Are Quiet ("Killers Are Quiet" eindigt bij 10:25. Het verborgen nummer "Dogfish Rising" begint bij 15:35.) | 20:42 |
| Totale duur: 51:01 | |       |

## Personeel
Slipknot
- Anders Colsefni – zang, percussie, samples
- Donnie Steele – gitaar
- Josh Brainard – gitaar, achtergrond zang, basgitaar in "Dogfish Rising"
- Paul Gray – basgitaar, achtergrond zang, zang in "Dogfish Rising"
- Shawn Crahan – percussie, achtergrond zang, samples, drums in "Dogfish Rising"
- Joey Jordison – drums, gitaar in "Dogfish Rising"
- Mick Thomson – gitaar (in credits maar speelt niet op het album)
- Craig Jones - samples (in credits maar speelt niet op het album)

Niet in credits
- Craig Jones – tekeningen
- Frank Plumley – zang in "Dogfish Rising"

Productie
- Sean McMahon – productie, zang in "Dogfish Rising"
- Mike Lawyer – mastering
- Stefan Seskis – fotografie